# Microsoft Windows 7
Microsoft Windows 7 er et operativsystem til såvel stationære som bærbare computere, som Microsoft frigav den 22. oktober 2009, hvilket er mindre end 3 år efter forgængeren, Windows Vista. Systemet, der indeholdt NT-version 6.1., var under sin udvikling kendt som først Blackcomb og senere Vienna. Den første Service Pack blev udsendt den 22. februar 2011. Windows 7 er blevet lanceret i flere varianter og understøtte både 32- og 64-bit-arkitekturer. Serverudgaven af Windows 7, Windows Server 2008 R2, blev frigivet sammen med Windows 7.
I modsætning til sin forgænger, Windows Vista, introducerede Windows 7 ikke et større antal nye funktioner. I stedet havde Microsoft fokuseret på at forøge hardware- og software-kompatibiliteten og optimere kildekoden således at Windows 7 fremstår hurtigere og mindre ressourcekrævende end sin forgænger. I forbindelse med sine fremvisninger af Windows 7 i 2008 demonstrerede Microsoft den indbyggede understøttelse af multi-touch og det re-designede skalprogram Windows Shell, der bl.a. indeholdte en ny proceslinje, en mere afdæmpet brug af farver, en simplere håndtering af netværksforbindelser og et nyt navigationspanel i Windows Explorer. Visse af de programmer, der var inkluderet med tidligere udgaver af Microsoft Windows, så som Windows Calendar, Windows Mail, Windows Movie Maker og Windows Photo Gallery er ikke installeret som standard, men tilbydes i stedet som en del af Windows Live Essentials-pakken, der kan gratis downloades.

## Historie
Den første version af Windows 7 udkom den 20. december 2007 og blev kaldt Milestone 1 (M1). Den anden version, Milestone 2 (M2), udkom i april eller maj 2008. Den tredje version, Milestone 3 (M3), udkom i tredje kvartal 2008. Den 9. januar 2009 blev Windows 7 udgivet som Public Beta som kunne hentes gratis fra Microsofts hjemmeside. Den danske sprogpakke blev tilføjet 27. maj 2009. Den 22. juli 2009 blev Windows 7 udgivet som RTM-version og 22. oktober 2009 i detailhandlen.

## Systemkrav
Microsoft har udgivet en liste med minimumspecifikationerne for et system der kører Windows 7. Systemkravene for 32-bit versionen ligger tæt op af Windows Vista Premium Editions krav, mens 64-bit versionen sætter større krav. Microsoft har udgivet en "opgraderingsrådgiver", der scanner ens computer for at tjekke dens kompabilitet med Windows 7.
| Arkitektur      | 32-bit                                                         | 64-bit                                                         |
| Processor       | 1 GHz 32-bit processor                                         | 1 GHz 64-bit processor                                         |
| Memory (RAM)    | 1 GB RAM                                                       | 2 GB RAM                                                       |
| Grafikkort      | DirectX 9 grafikprocessor med WDDM driver model 1.0 (For Aero) | DirectX 9 grafikprocessor med WDDM driver model 1.0 (For Aero) |
| HDD ledig plads | 16 GB ledig diskplads                                          | 20 GB ledig diskplads                                          |
| Optiske drev    | DVD-drev (kun ved installation fra DVD/CD medie)               | DVD-drev (kun ved installation fra DVD/CD medie)               |

Yderligere krav for specielle funktioner:
- BitLocker kræver en USB-nøgle til brug af BitLocker To Go.
- Windows XP Mode kræver yderligere 1 GB RAM, 15 GB ledig diskplads, og en processor der understøtter hardware-virtualisering med Intel VT eller AMD-V slået til.
- Windows Media Center (inkluderet i Home Premium, Professional, Enterprise og Ultimate), kræver en TV-tuner for modtagelse og optagelse af TV.